# Bokförlaget Augusti
Bokförlaget Augusti är ett svenskt bokförlag, grundat 2004 i Lund. Förlaget ger ut svensk och utländsk skönlitteratur och sakprosa. Förlaget har särskilt uppmärksammats för flera utgåvor av och om den tyske författaren Ernst Jünger. I serien Augusti Alfa gav förlaget också ut böcker inom områdena konflikthantering och ledarskap.

## Utgivning (urval)
- Peter Terrin: Blanko ("Blanco", översättning från nederländska av Urban Lindström), 2006[2]
- Ernst Jünger: Sturm ("Sturm", översättning från tyska av Urban Lindström), 2006[3]
- William Shakespeare: Sonetter ("Shakespeare's sonnets", översättning från engelska av Lena R. Nilsson), 2006
- Etienne Leroux: Magersfontein, O Magersfontein! ("Magersfontein, O Magersfontein!", översättning från afrikaans av Urban Lindström), 2007[4]9⁸88
- Ernst Jünger: Skogsvandringen ("Der Waldgang", översättning från tyska av Stefan Jarl), 2014
- Carl-Göran Heidegren: Preussiska anarkister. Ernst Jünger och hans krets under Weimarrepublikens krisår, 2016
- Per Landin: Langbehns testamente - ett tyskt århundrade i tio kapitel, 2017
- Lars Anders Johansson: Sonetter, 2018
- Carl-Göran Heidegren: Livsmöjligheter, 2019
- Per Landin: Forsters patient, 2020
- Ernst Jünger: I stålstormen ("In Stahlgewittern", översättning och efterord av Urban Lindström), 2020[5]
- Gaius Julius Caesar: Kriget i Gallien ("De Bello Gallico", översättning från latin av Åke Fridh), 2021
- Ernst Jünger: Glasbin ("Gläserne Bienen", översättning från tyska av Urban Lindström), 2021
- Johan Daisne: Inertia ("De trein der traagheid", översättning från nederländska av Urban Lindström), 2021
- Hillevi Norburg: Messalina, 2022
- Ernst Jünger: Det äventyrliga hjärtat ("Das abenteuerliche Herz", översättning från tyska av Urban Lindström), 2022